# Dmitri Sizov
Dmitri Sizov (en ruso: Дмитрий Сизов) es un deportista ruso que compitió en tiro con arco, en la modalidad de arco recurvo. Ganó una medalla de oro en el Campeonato Europeo de Tiro con Arco al Aire Libre de 1992, en la prueba de equipo.

## Palmarés internacional
| Representando a la CEI           |                   |                |        |
| Campeonato Europeo al Aire Libre |                   |                |        |
| Año                              | Lugar             | Medalla        | Prueba |
| 1992                             | La Valeta (Malta) | Medalla de oro | Equipo |